# Адреналін (фільм)
«Адреналі́н» (англ. Crank, досл. «кривошип») — американський бойовик 2006 року, знятий Браяном Тейлором та Марком Невелдіном за власним сценарієм.

## Сюжет
Чев Челіос (Джейсон Стейтем) — найманий убивця, хоча від своєї дівчини Ів (Емі Смарт) він той факт успішно приховував, говорячи, що працює програмістом.
Одного ранку Чев просинається в край поганому самопочутті, із залишеним для нього записом на DVD з досить дивною назвою «Fuck You». Він дізнається, що йому вкололи сильнодіючу китайську отруту, і жити йому залишилось усього декілька годин. За цей короткий час Чев пробує встигнути помститись лиходіям, які отруїли його, і попрощатись із Ів.
Особистий лікар, доктор Майлз, постійно консультує, та його поради допомагають Чеву вижити. Виявляється, отруту придушує дія надниркових залоз, що виробляють адреналін, і поступово сповільнюють серцебиття. Для того, щоби жити, Чеву потрібен підвищений рівень адреналіну в крові, тому він навмисно створює навколо себе напружену атмосферу. Серед інших засобів Чев вколює собі епінефрин, але в дозі, набагато більшій, ніж йому радив лікар.

## У ролях
- Джейсон Стейтем — Чев Челіос
- Емі Смарт — Ів
- Карлос Санц — Карліто
- Хосе Пабло Кантільйо — Рікі Верона
- Ефрен Рамірез — Кейло
- Честер Беннінгтон — покупець в аптеці (камео)
- Глен Гауертон — лікар (камео)
- Ноель Гульємі — бандит

## Цікаві факти
- Роль наркомана, що радить головному герою краплі для носа, зіграв Честер Беннінгтон, вокаліст гурту «Linkin Park».
- Джейсон Стейтем самостійно виконав всі свої трюки у фільмі[2].
- Слоган фільму: Є тисяча способів, як підняти свій адреналін. Сьогодні Чеву Челіосу знадобляться всі способи до одного.

## Продовження
У другому фільмі Чеву Челіосу протистоїть китайський бандит, що вкрав його майже невразливе серце і замінив його на штучне, яке потребує регулярні удари струмом для биття. І в продовженні є зв'язок із «Linkin Park»; в трейлері звучить пісня цього гурту — «Given Up». Роль хлопця, об якого Чев терся на іподромі, знову зіграв Честер Беннінгтон.

## Виробництво
Фільм був написаний у 2003 році з Джонні Ноксвіллом на головну роль.
Замість того, щоб знімати на 35-мм плівку, як більшість фільмів того часу, кінематографісти Кренка вирішили знімати на цифрову відеоплівку за допомогою камер Canon XL2 і Sony CineAlta HDC-F950.
Зйомки фільму проходили на сцені Лос-Анджелеса. Співрежисери Марк Невелдайн і Брайан Тейлор керували камерами «а» і «б», де одна отримувала широку зйомку, а друга — великим планом. Джейсон Стетхем виконував усі свої бої та автомобільні трюки, включаючи бій з Вероною на вертольоті на висоті 3000 футів над Лос-Анджелесом.